# Gramófono

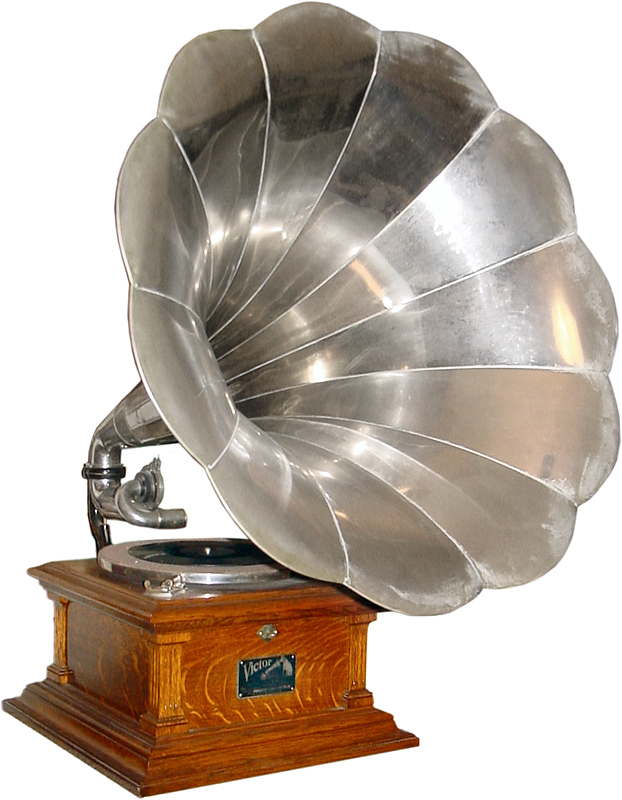
Gramófono

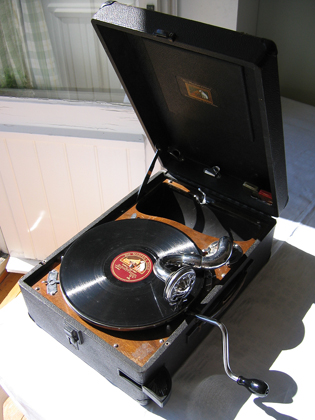
Gramófono portátil

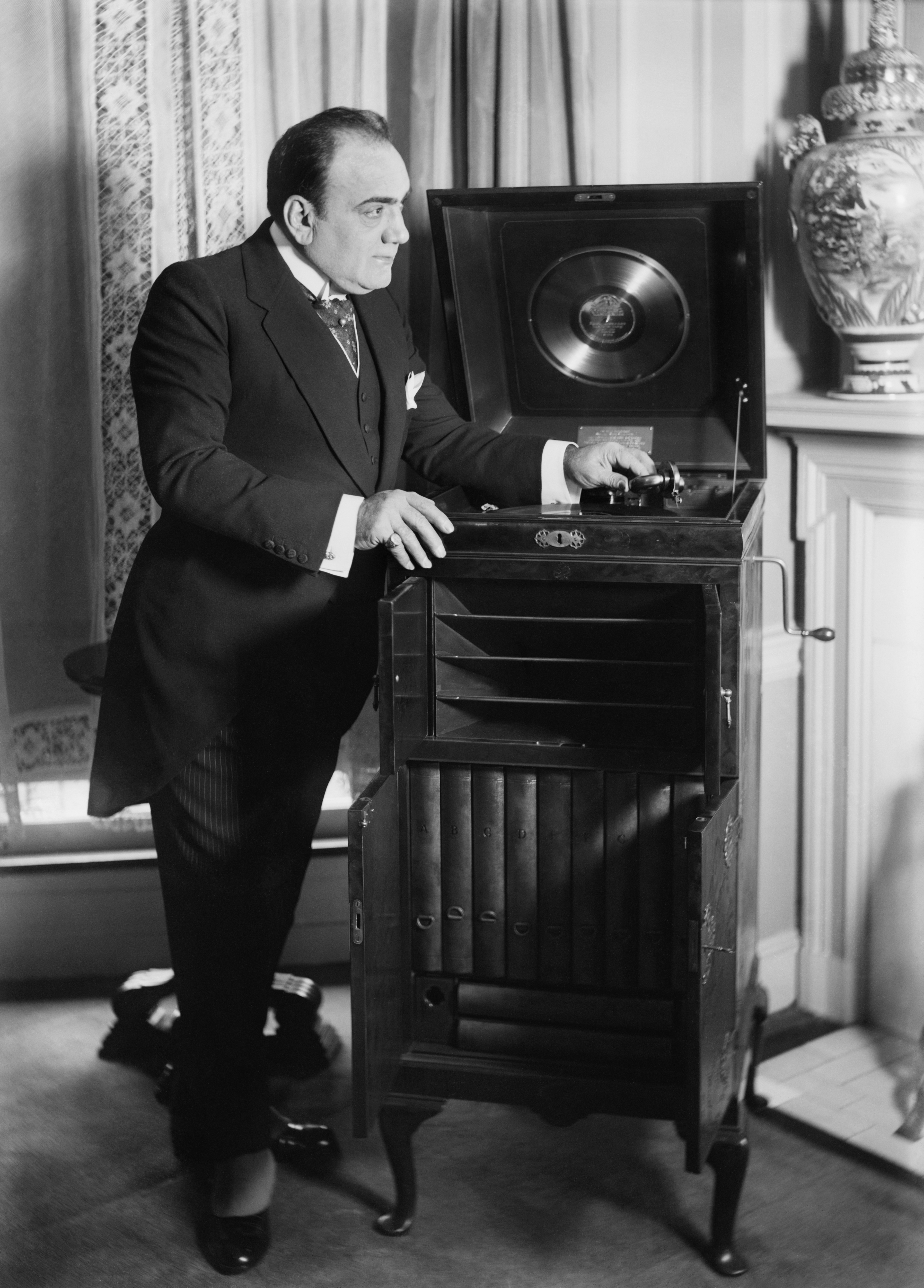
Enrico Caruso con un gramófono

El gramófono (del griego: gramma, escritura; fono, sonido) fue el primer sistema de grabación y reproducción de sonido que utilizó un disco plano, a diferencia del fonógrafo que grababa sobre un cilindro. Asimismo fue el dispositivo más común para reproducir sonido grabado desde la década de 1890 hasta mediados de la década de 1950, cuando apareció el disco de vinilo a 33 RPM. El gramófono fue patentado por Emile Berliner en 1887.

## Historia
El invento de Berliner fue el resultado de una serie de mejoras del fonógrafo de Thomas Alva Edison. Este último, a pesar de ser el primero en grabar, estaba muy limitado, pues no permitía hacer una producción masiva, y, por lo tanto, los músicos tenían que repetir varias veces la pieza para poder producir diferentes ejemplares. Es por eso que el gramófono tuvo tanto éxito. Era menos costoso de producir, tenía un mecanismo más sencillo, reunía todas las características de su precursor y las mejoraba, ya que facilitaba la duplicación en masa a partir de un mismo molde. Así pues, en el año 1901 Emilio Berliner formó una compañía para distribuirlos, la Victor Talking Machine. Suceso que comenzó una guerra por el mercado entre Edison y Berliner. 
La principal diferencia entre el uno y el otro era que el fonógrafo funcionaba con un cilindro, mientras que el gramófono hacía uso de un disco plano. La competencia entre estos dos inventos hizo que cada uno intentase mejorar y superar a su adversario. Cosa que dio lugar a que Eldridge R. Johnson consiguiese que el gramófono dejase de funcionar siendo accionado por el ser humano y fabricando un motor; y que se modificasen los discos, haciéndolos de ebonita (un material de goma duro) con un diámetro de cinco pulgadas. Pero Edison no se dio por vencido y contraatacó introduciendo cilindros de cera, haciendo así posibles las grabaciones de hasta cuatro minutos de duración, y, más tarde, de celuloide, haciéndolos resistentes y garantizando un sonido inteligible.

## Partes del gramófono

### Plato giratorio
En todos los gramófonos el plato giratorio hace girar el disco, acción que crea sonido a través de la aguja estacionaria que viaja a través de sus ranuras.
Inicialmente, en los primeros gramófonos, el plato giratorio se hacía funcionar dando vueltas a una manivela situada en un costado del gramófono y la velocidad dependía de la rapidez con que el usuario giraba la manivela. Posteriormente los inventores incorporaron una polea automatizada y un sistema de cinturón para proporcionar energía continua y estable a la plataforma giratoria después de un arrancamiento inicial. Los platos giratorios contemporáneos utilizan un sistema de correa motorizada que alimenta a la placa giratoria utilizando una fuente externa de energía, como por ejemplo una presa de corriente o batería.

### Pastillas

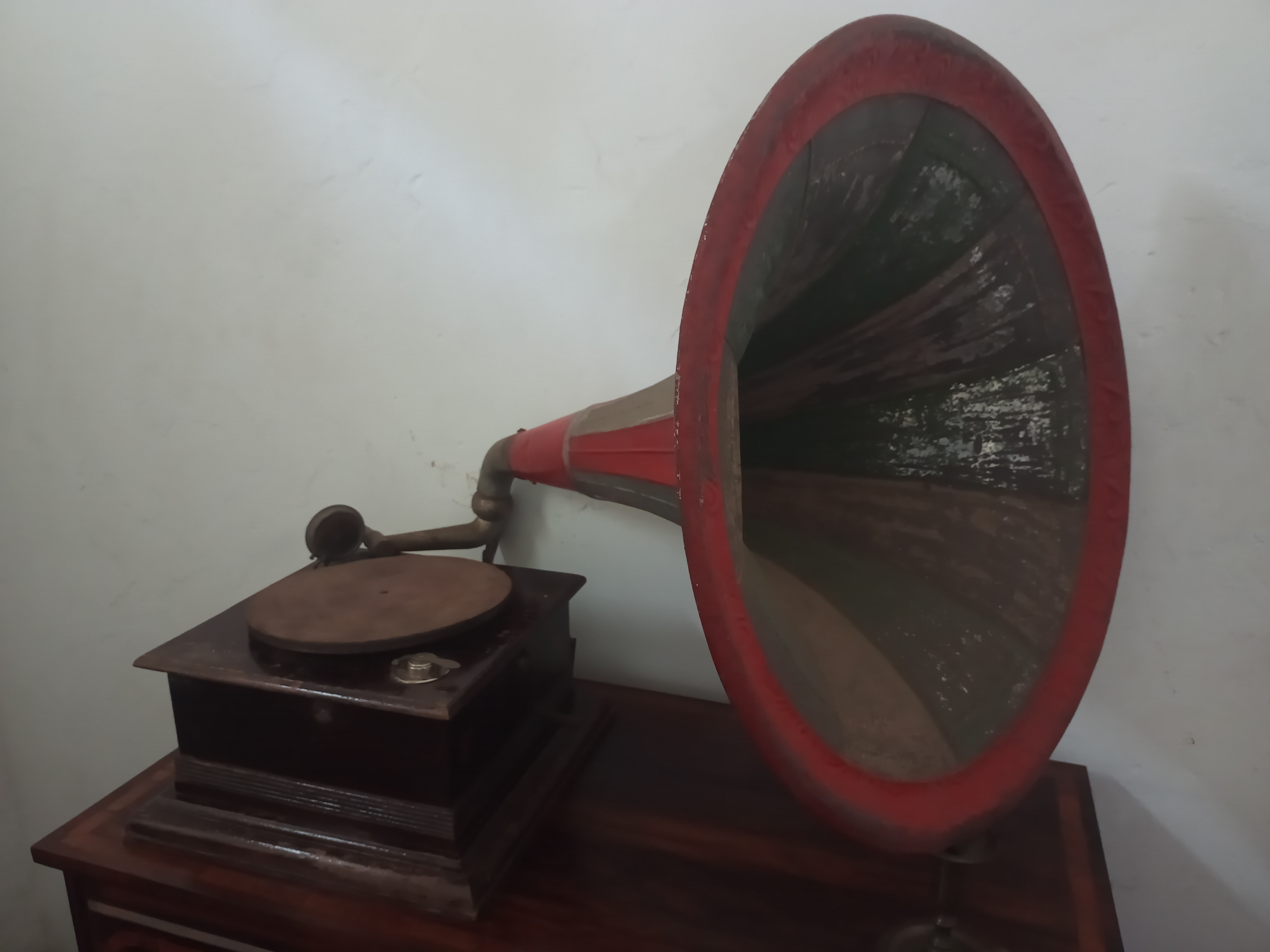

Los gramófonos traducen las vibraciones en sonido utilizando la pastilla, que capta las vibraciones y las convierte en un impulso eléctrico que puede ser amplificado y proyectado. Las primeras pastillas, llamadas también membranas por su forma de funcionar, eran en realidad una pequeña caja metálica por así decir conteniendo una membrana que podía ser de mica, aluminio u otro material fino y flexible, el cual estaba conectado por una bieleta al portapuas, recibiendo de esta última las vibraciones producidas al recorrer el surco del disco, el brazo de sostén era hueco y llevaba esas vibraciones en modo de movimiento de aire hasta una bocina que se encargaba de amplificar el sonido, luego fueron hechas de cristal, las cuales se corroían fácilmente y a menudo requerían una capa protectora de gelatina para permanecer intactas. Posteriormente se sustituyeron por pastillas de cerámica, cosa que dio lugar a las magnéticas, que proporcionaban un sonido más claro y eran más fáciles y baratas de producir.
Finalmente, algunas pastillas actuales utilizan un láser para leer las ranuras e interpretar como estos surcos se traducirán en vibraciones.

### Aguja
La aguja sirve como punto de conexión único entre el propio disco y el gramófono. La aguja se asienta y viaja a través de los surcos de un disco, lo cual genera vibraciones que se reúnen por la pastilla. En los primeros gramófonos usaban materiales como el zafiro o el diamante para las agujas, mientras que las agujas actuales tienden a ser hechas de metales comunes como el acero, el cobre o el tungsteno.

### Brazo
Como su nombre indica, el brazo de un gramófono sostiene la pastilla y la aguja en su lugar mientras se gira el disco por debajo. Los brazos de un gramófono deben ofrecer un equilibrio entre la estabilidad y la movilidad, mientras él mismo tiene que permanecer a una altura fija para la duración de la hilatura de los discos, al mismo tiempo que proporciona un cierto movimiento lateral mientras el lápiz se desplaza más cerca del centro del disco a medida que gira. Aunque los brazos más viejos de los gramófonos eran estacionarios hasta que se colocaban a mano en los surcos del disco, los brazos contemporáneos están mecanizados, y se mueven y se establecen tan pronto como un disco se coloca en el plato giratorio.

## Principio de funcionamiento

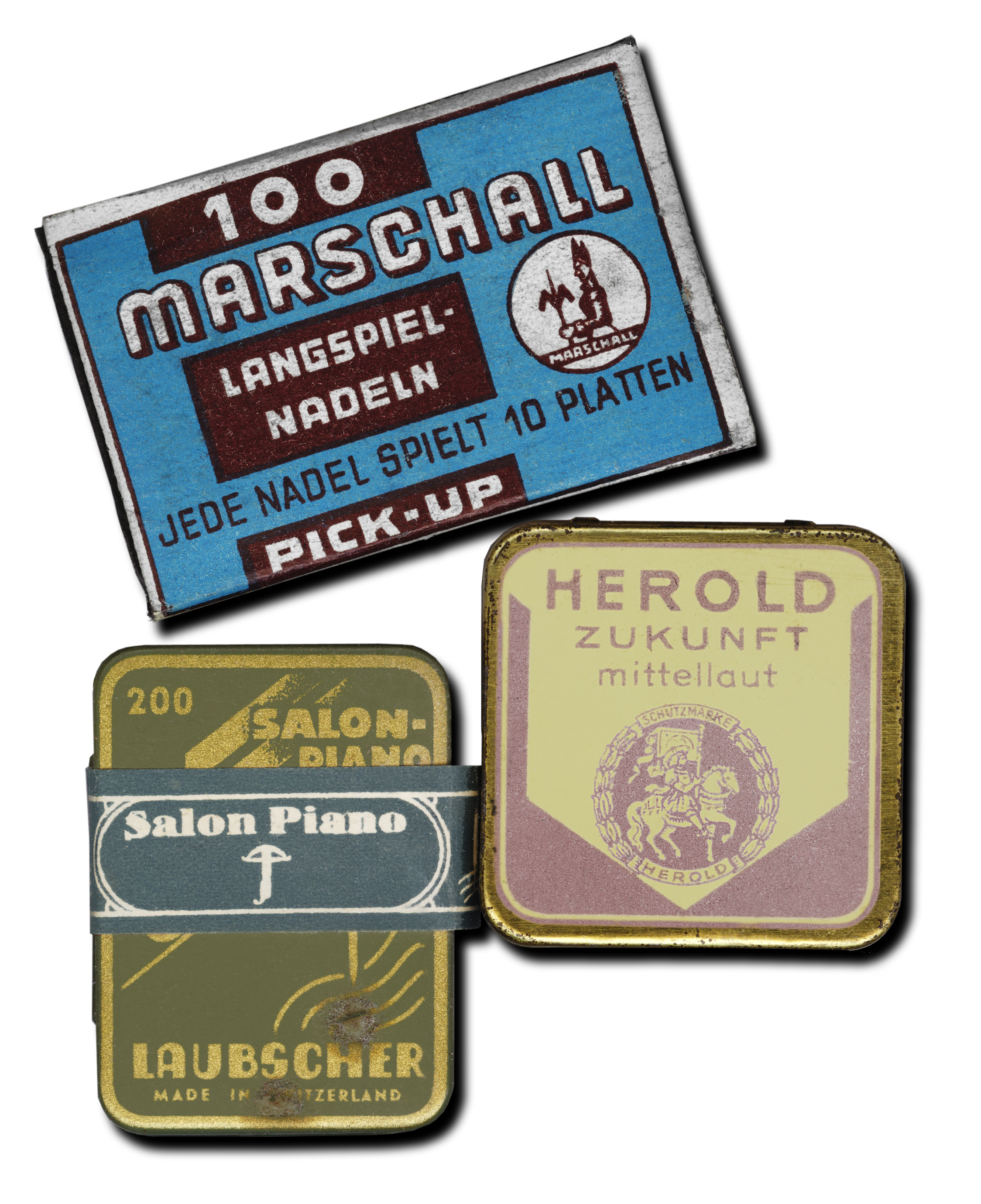
Cajas históricas de agujas de gramófono y embalajes de papel.

El gramófono utiliza un sistema de grabación mecánica analógica, en el cual las ondas sonoras son transformadas en vibraciones mecánicas, que hacen mover una púa que traza surcos que conforman una espiral sobre la superficie de un disco metálico o de cera, que recibe un baño metálico que luego se desprende formando un molde positivo de la grabación, el cual será puesto en una prensa que lo presionará contra un material termoplástico (como en el caso de los discos de vinilo, aunque en los discos normales para gramófono se empleaba una pasta a base de goma laca) que al enfriarse forma un disco sólido con la grabación. En forma inversa, al recorrer la púa el surco del disco que gira en el plato del dispositivo, se generan vibraciones mecánicas que hacen vibrar un diafragma ubicado en el cabezal reproductor del brazo, en donde las vibraciones se transforman en sonido, que es emitido y amplificado a través de la bocina. La velocidad del gramófono y los discos que toca es de 78 RPM. 
El gramófono acabó imponiéndose sobre el fonógrafo por el menor coste de producción de las grabaciones destinadas a este dispositivo, dado que a partir de un único molde original podían realizarse miles de copias. El fonógrafo solo podía realizar una única toma de sonido por cada representación original. Por ello, cuando se iba a realizar una grabación, se disponían múltiples fonógrafos.
Sin embargo, el fonógrafo tenía una ventaja con respecto al gramófono: los usuarios podían grabar sus propios cilindros, con música o voces. Esta posibilidad tenía múltiples aplicaciones que ni el gramófono ni el disco de vinilo posterior permitieron, y que se encontraron disponibles nuevamente con la aparición de los magnetófonos de carrete abierto, los grabadores de alambre metálico, los grabadores de cintas de casete y los dispositivos digitales, tales como computadoras equipadas con tarjetas de audio y grabadores digitales portátiles.
En varios países de habla hispana, el gramófono también es conocido como Vitrola, palabra derivada de la marca "victrola", de la compañía Victor.

### Gramófonos a aire caliente: Paillard "Maestrophone"
El "Maestrophone" fabricado por la empresa Paillard, en lugar de usar un motor de cuerda de relojería, venía equipado con un motor de aire caliente. Cuando se comercializaron estas máquinas, hacia 1910, los motores de aire caliente llevaban casi un siglo funcionando, ya que habían sido patentados por Robert Stirling. Su efectividad se había demostrado particularmente en máquinas de pequeña potencia, como esta, que requerían asimismo fuentes de calor pequeñas. Los gramófonos operados por este sistema mostraron ser útiles, en especial para las salas de baile, ya que con una sola carga de alcohol se obtenían hasta doce horas ininterrumpidas de funcionamiento. A pesar de que la caja de este gramófono tenía tres caras de cristal para poder vigilar el funcionamiento del aparato, fueron muchos los gramófonos de este tipo que se quemaron por fallos en el sistema o por el mal uso del usuario, por lo que en la actualidad se conservan poco más de una docena en todo el mundo. En España se comercializaron estas máquinas con el nombre de "motofón".

### Gramófonos con amplificación mecánica: Victor "Auxetophone"
El Auxetophone fue un gramófono presentado en agosto de 1906 por la compañía Victor, que además de poseer un motor a cuerda, estaba equipado con un amplificador de aire comprimido y un compresor de aire accionado por un motor eléctrico, con el fin de producir un sonido de mayor volumen. Sin embargo, era un equipo costoso (500 dólares en su época), por lo que se usó principalmente en hoteles y lugares grandes. Fue eliminado de los catálogos de Victor en 1915 y solo se registraron 850 envíos desde la sede de la empresa en Camden. Para lograr la primitiva amplificación de este dispositivo, la aguja de reproducción accionaba una válvula ubicada en el brazo fonocaptor, regulando la cantidad de aire que pasaba por esta hacia la bocina de modo análogo a las vibraciones de la aguja, creando un sonido de mayor volumen que un reproductor de diafragma.

### GramófonoLe Violon qui chante
En 1903 el fabricante de instrumentos musicales de cuerda Reginald Herbert Payne y el ingeniero Thomas Broadvent patentaron un gramófono cuyo brazo reproductor y altavoz amplificador era un violín, por lo que se le denominó comercialmente Le Violon qui chante, de la expresión francesa, "El violín que canta". Según los inventores, la de este instrumento era la mejor caja de amplificación que había sido creada, por lo tanto su capacidad para reproducir música sería superior a la de una bocina cónica. La aguja de lectura iba montada sobre el puente del violín.

## Algunas marcas que los produjeron
- Zonophone
- Victor Talking Machine Company
- Pathé Records
- Edison
- Sonora
- Odeon
- Parlophone